# Gūduvāncheri
Gūduvāncheri är en ort i Indien.   Den ligger i distriktet Kancheepuram och delstaten Tamil Nadu, i den södra delen av landet, 1 800 km söder om huvudstaden New Delhi. Gūduvāncheri ligger 40 meter över havet och antalet invånare är 30 972.
Terrängen runt Gūduvāncheri är platt. Runt Gūduvāncheri är det tätbefolkat, med 550 invånare per kvadratkilometer. Närmaste större samhälle är Pallāvaram, 16,7 km nordost om Gūduvāncheri. Omgivningarna runt Gūduvāncheri är en mosaik av jordbruksmark och naturlig växtlighet.